# David Geddis
David Geddis (* 12. März 1958 in Carlisle) ist ein ehemaliger englischer Fußballspieler. Der Stürmer begann seine Karriere bei Ipswich Town und gewann dort 1978 den FA Cup. Ein Jahr später wechselte er zu Aston Villa, wo er auch Bestandteil des Kaders war, der in der Saison 1980/81 die englische Meisterschaft gewann. Über den Status eines Ergänzungsspielers war er dabei jedoch nicht hinaus gekommen und auch bei seinen verbleibenden Stationen von Barnsley bis Darlington war sein Aufenthalt nur von kurzer Dauer. Nach der aktiven Spielerlaufbahn wechselte er ins Trainerfach. Dabei war er 2006 sowohl interimistisch Cheftrainer von Leeds United als auch im Rahmen der WM-Endrunde 2006 in Deutschland Mitglied des Betreuerstabs der damals von Sven-Göran Eriksson trainierten englischen Nationalmannschaft.

## Sportlicher Werdegang

### Aktive Laufbahn

#### Ipswich Town (1975–1979)
Erste Karrierestation von David Geddis war ab August 1975 der englische Erstligist Ipswich Town. Die Bewährungschancen waren für ihn dort zunächst rar, aber nach einem erfolgreichen Leihgeschäft mit dem Zweitligisten Luton Town ab Februar 1977, als ihm vier Tore in 13 Ligapartien gelangen, durfte er sich nach seiner Rückkehr auch in der ersten Mannschaft der „Blues“ beweisen. Sein Debüt fand am 14. Mai 1977 beim torlosen Remis gegen Derby County statt und als sich der Torjäger Trevor Whymark in der folgenden Saison 1977/78 am 2. Weihnachtstag verletzte, ersetzte ihn Geddis und behielt den Platz in der Mannschaft auch vorerst. Nachdem sich Ipswich dazu ins Endspiel des FA Cups vorgekämpft hatte, stand er etwas überraschend auch dort in der Startelf gegen den FC Arsenal. Auf der rechten Außenstürmerposition eingesetzt bereitete er dabei den 1:0-Siegtreffer von Roger Osborne vor.
Auf den sportlichen Durchbruch wartete er jedoch weiter vergebens und so nutzte er im September 1979 die Gelegenheit zu einem Wechsel zum Ligakonkurrenten Aston Villa. Für Ipswich hatte er in vier Jahren gerade einmal 43 Ligapartien bestritten und dabei die für einen Stürmer bescheidene Ausbeute von fünf Treffern aufgewiesen.

#### Aston Villa (1979–1983)
Auch bei den „Villans“ ließ der erste Torerfolg auf sich warten. Nach einer anfänglichen Flaute von zwölf Ligaspielen in Serie traf er schließlich erstmals beim 2:1-Sieg gegen Tottenham Hotspur, verlor aber dessen ungeachtet seinen Platz in der Mannschaft. Als Mitte 1980 dann mit Peter Withe weitere Konkurrenz auf der Stürmerposition zum Verein stieß, blieb für Geddis nur die Rolle des Ergänzungsspielers übrig. In der Saison 1980/81, als Aston Villa die englische Meisterschaft errang, vertrat er nur im Falle von Verletzungen oder Sperren die vor ihm in der Hackordnung befindlichen Peter Withe und Gary Shaw. Dabei war sein Auftritt mit zwei Toren zum 3:0-Sieg gegen den Erzrivalen Birmingham City im Dezember 1980 sein wohl bestes Spiel für den Verein.
In der folgenden Spielzeit 1981/82 erhöhte er dann zwar mit sechs Ligatreffern aus 14 Partien seine Quote merklich, aber auf dem Weg zum Gewinn des Europapokals der Pokalsieger leistete er keinen Beitrag und beim Finalerfolg gegen den FC Bayern München saß er nur auf der Ersatzbank. Nach einer letzten enttäuschenden Saison 1982/83 mit nur vier Meisterschaftspartien und einer erneuten Leihperiode ab Dezember 1982 in Luton zog es ihn eine Spielklasse tiefer zum FC Barnsley.

#### Barnsley & Birmingham (1983–1987)
In Barnsley fand Geddis erstmals über einen konstanten Zeitraum zu einer guten Form und überzeugte mit 24 Toren in der Saison 1983/84. Damit rüstete er sich erneut für „höhere Aufgaben“ und als sich mit Ron Saunders sein Ex-Trainer von Aston Villa – mittlerweile bei Birmingham City beschäftigt – interessiert zeigte, heuerte er im Dezember 1984 beim Ligakonkurrenten und Aufstiegsaspiranten an. Seine zu diesem Zeitpunkt überdurchschnittliche Verfassung demonstrierte er dann auch auf Anhieb in Birmingham, als er mit zwölf Toren aus 18 Ligapartien maßgeblich den Gewinn der Vizemeisterschaft und Aufstieg in die erste Liga mitverantwortete.
Der Aufenthalt in der englischen Eliteklasse war jedoch nur von kurzer Dauer und nach nur einem Jahr kehrte Geddis mit Birmingham als Tabellenvorletzter in die Second Division zurück. Auch sein Mentor Saunders hatte zwischenzeitlich den Verein verlassen und inmitten einer mäßigen Spielzeit 1986/87, in der er im November 1986 einen Monat lang beim Drittligisten FC Brentford aushalf, wechselte er im Februar 1987 zu dem um den Klassenerhalt in der zweiten Liga kämpfenden Klub Shrewsbury Town.

#### Letzte Karrierestationen (1987–1991)
In Shrewsbury traf er bereits bei seinem Ligaeinstand gegen Huddersfield Town (1:2). In 14 Meisterschaftspartien der verbleibenden Saison 1986/87 schoss er insgesamt vier Tore, darunter zwei wichtige Treffer zu den Siegen gegen Stoke City (4:1) und West Bromwich Albion (2:1), die nicht unwesentlich verantwortlich für den Ligaverbleib waren. Weitere fünf Ligatore gelangen ihm in der Spielzeit 1987/88 und obwohl er lange Zeit nach dem ersten Spieltag aussetzen musste, erwies er sich in der Schlussphase mit vier Toren aus den letzten fünf Spielen, die letztlich sieben Punkten einbrachten, erneut als zuverlässig. Im Oktober 1988 zog es Geddis dann zum aufstrebenden Ligakonkurrenten Swindon Town, der erst gut ein Jahr zuvor in die zweite Liga aufgestiegen war. In Swindon kam er jedoch nur sporadisch zum Einsatz und nur achtmal stand er in Ligaspielen in der Startformation. Ebenso wenig war er in den beiden Play-off-Halbfinalpartien gegen Crystal Palace zum Aufstieg in die erste Liga vertreten.
Letzte aktive Station war ab März 1990 der FC Darlington. Die „Quakers“ befanden sich nach ihrem Abstieg in die Football Conference auf dem Weg zur Rückkehr in die Football League und Geddis trug in neun Ligapartien mit drei Toren zum Gewinn der Conference-Meisterschaft und Aufstieg in die Fourth Division bei. Nur noch zweimal stand er in der Saison 1990/91 in Ligaspielen in der Startformation. Dazu kamen elf Einwechslungen, wobei seine letzte am 29. Dezember 1990 gegen den FC Scarborough (1:1) gleichbedeutend mit seinem letzten Auftritt in einem Profispiel der Football League war.

### Traineraktivitäten
Nach seinem Wechsel ins Trainerfach war er vor allem ab Januar 2002 bei Newcastle United als Teil des Assistentenstabs von Bobby Robson und an der Seite von John Carver wieder im öffentlichen Fokus. Diese Position behielt er gut zweieinhalb Jahre inne, bevor Graeme Souness die sportliche Leitung bei den „Magpies“ übernahm, dazu seinen eigenen Trainerstab mitbrachte und Geddis (wie auch Carver) im September 2004 weichen musste.
Während der WM-Endrunde 2006 in Deutschland übernahm er danach für den englischen Fußballverband und Trainer Sven-Göran Eriksson einige Scoutingtätigkeiten, bevor er als Trainer der Reservemannschaft von Leeds United eine neue Anstellung im Vereinsfußball fand. Ende Oktober 2006 übernahm er dann kurzzeitig John Carvers Stelle als Interimscoach der Profimannschaft und stand bei der Ligapokalniederlage gegen Southend United (1:3) verantwortlich an der Linie. Anschließend übernahmen Dennis Wise und sein Assistent Gustavo Poyet die sportliche Leitung und im Dezember 2006 trennten sich schließlich die Wege von Geddis und Leeds United.

## Titel/Auszeichnungen
- Englischer Pokal (1): 1978
- Charity Shield (1): 1981